# Stanisław Grabski
Stanisław Grabski (Borowie, 5 aprile 1871 – Sulejówek, 6 maggio 1949) è stato un politico, diplomatico ed economista polacco.
Figlio di un ricco proprietario terriero polacco, Feliks. Studiò economia a Varsavia, Berlino, Parigi e Berna, dove ottenne un dottorato nel 1894. Di idee progressiste, nel 1890 pubblicò a Berlino la Workers Gazette.
Nel 1892 fu tra i fondatori del Partito Socialista Polacco (PPS), da cui si distaccò nel 1901 per diventare membro del Roman Dmowski's, poi denominato Nazional Democrazia. 
Nel 1905 aderì alla Liga Narodowa. Durante la guerra sovietico-polacca del 1919-1921 si oppose strenuamente all'alleanza con l'Ucraina, fino a giungere a dimettersi dal Parlamento.  
Membro del governo polacco, in aperto dissenso con Józef Piłsudski, 
nel 1921 stipulò con l'Unione Sovietica il trattato di Riga che sanciva la spartizione dell'Ucraina fra Polonia e Unione Sovietica. 
Dal 1923 al 1926 fu ministro della Pubblica Istruzione e fu autore della Legge Grabski che eliminava dalle scuole polacche l'insegnamento della lingua ucraina. nel 1926 partecipò all'inaugurazione della Radio Polacca, parlando ai suoi microfoni fra i primi.
Nel 1925 firmò il Concordato fra Seconda Repubblica di Polonia e Santa Sede.
Durante la seconda guerra mondiale fu catturato dai sovietici e imprigionato, venne poi liberato in seguito all'accordo Sikorski-Majskij e riparò in Gran Bretagna dove fu presidente del Consiglio Nazionale polacco in esilio, dal 1942 al 1944.
Finita la guerra, nel 1945 rientrò a Varsavia, dove collaborò con il Partito Comunista Polacco venendo eletto deputato e poi vicepresidente del Consiglio Nazionale dell'Interno, partecipò alla Conferenza di Potsdam, infine insegnò economia all'università di Varsavia.
La sua attività politica oscillò sempre fra idee socialiste e idee nazionaliste.
Era il fratello di Władysław Grabski.